# Lepidonectes clarkhubbsi
Lepidonectes clarkhubbsi är en fiskart som beskrevs av Bussing, 1991. Lepidonectes clarkhubbsi ingår i släktet Lepidonectes och familjen Tripterygiidae. IUCN kategoriserar arten globalt som livskraftig. Inga underarter finns listade i Catalogue of Life.